# 駿景園

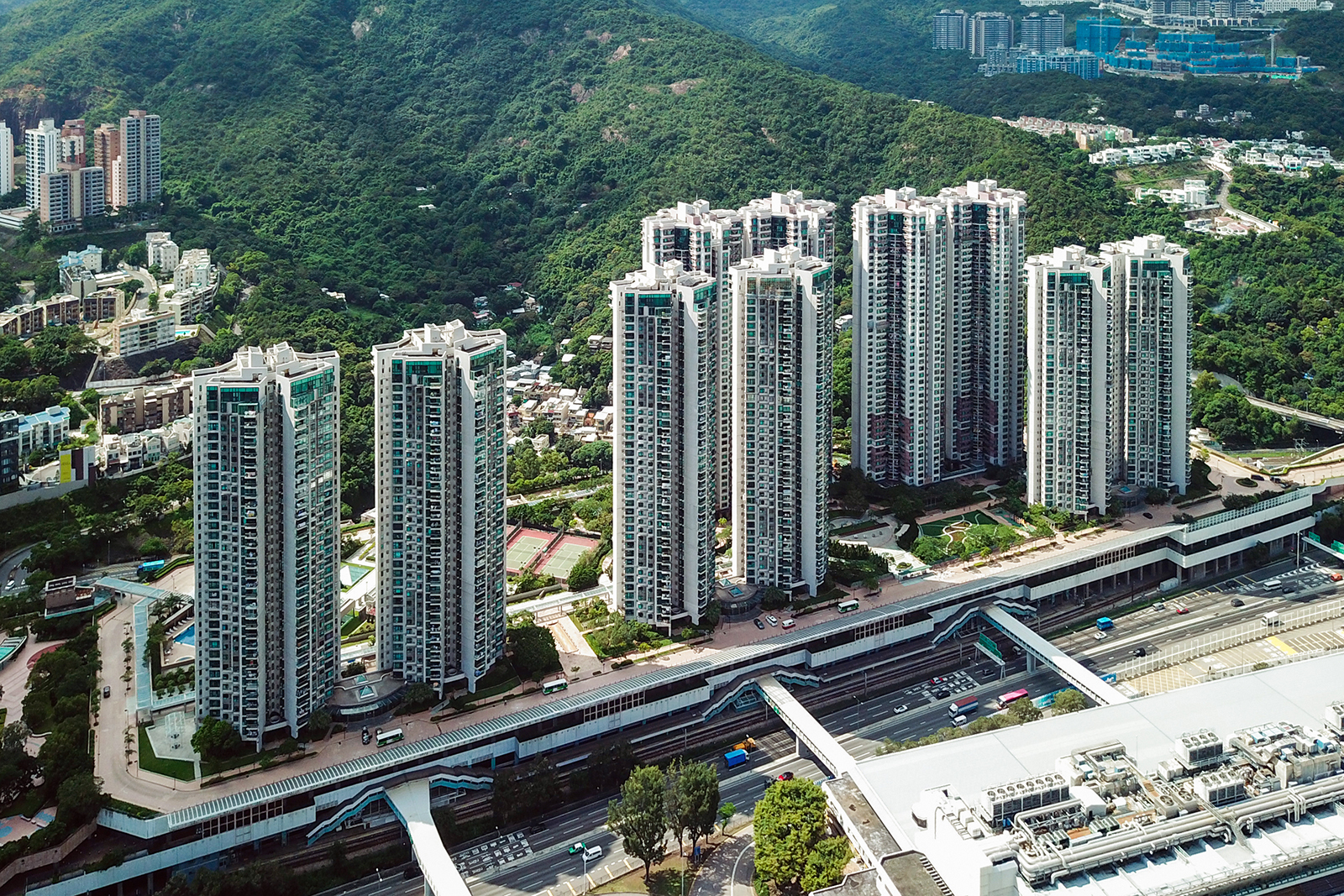
從城門河望向駿景園

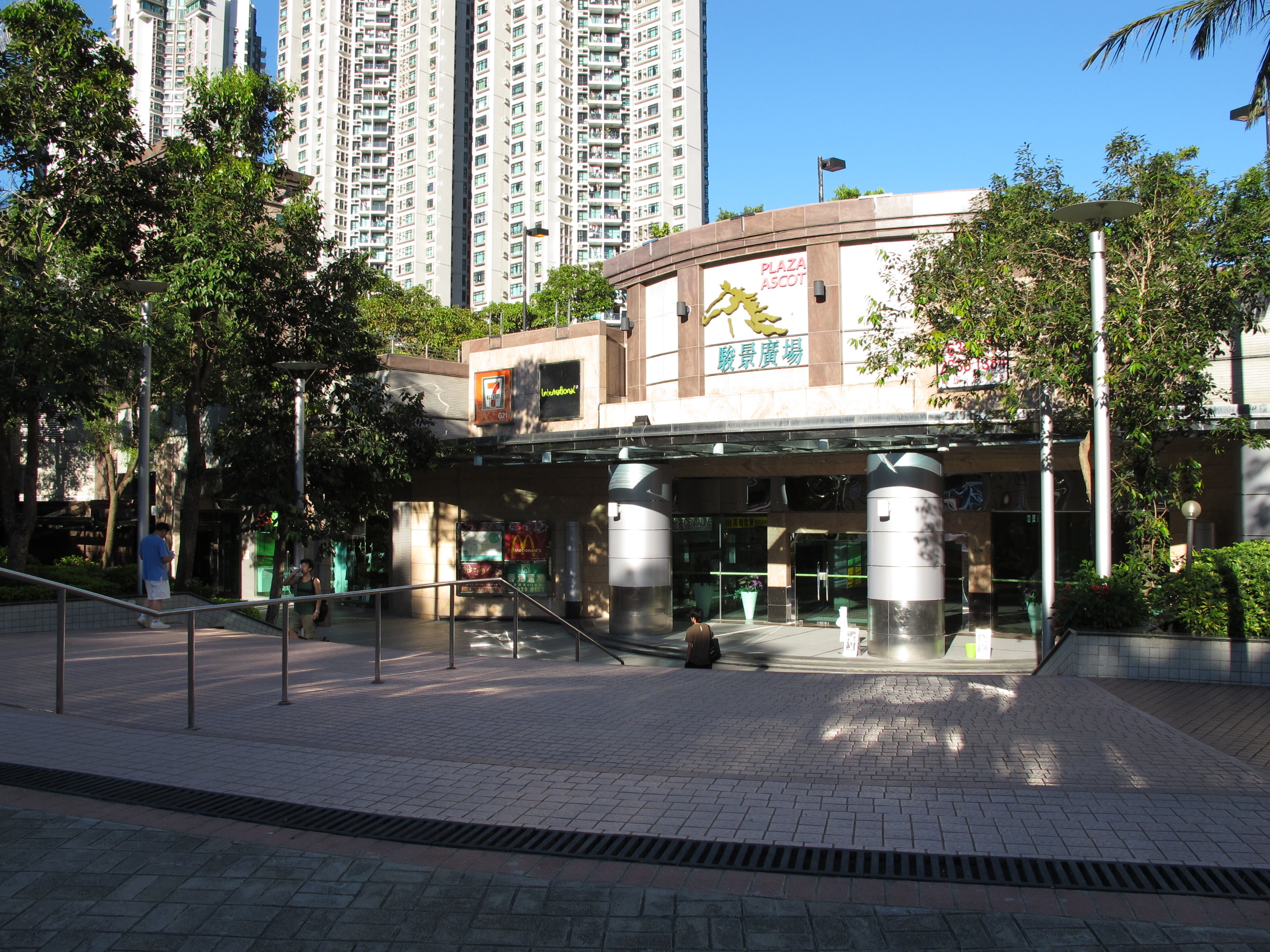
駿景廣場外貌

駿景園（英語：Royal Ascot）為香港新界沙田區一個私人屋苑，由九廣鐵路公司與新鴻基地產附屬公司合作發展，劉榮廣伍振民建築師事務所設計。駿景園為何東樓車廠重建計劃一部分，於1987年起籌劃興建，1989年6月批出發展權，並於1996年建築完成及入伙，共有10座住宅樓宇，提供2,504個住宅單位。
駿景園是繼銀禧花園之後港鐵何東樓車廠第二個上蓋物業（位於主要用作列車泊位的北廠上蓋），鄰近港鐵火炭站及馬場站（在本屋苑平台下方）。
駿景園同時採用兩個牌子的升降機，分別為奧的斯及東芝。

## 屋苑資料
駿景園共分兩期，第1至7座（不設第4座）為第一期，於1995年入伙。住宅單位面積介乎715至1623平方呎，另設36個位於頂層的複式單位，面積介乎1468至2876平方呎。第一期向東南方的高層單位，全部望沙田馬場景。第8至11座為第二期，於1996年入伙。間隔為鑽石型客飯廳，面積介乎1127至1206平方呎，最頂三層亦設特色單位（客廳全落地玻璃，不是複式）。大多單位望園景山景為主。

## 九鐵/港鐵保留部分
九鐵公司在發展駿景園1期時，保留了20伙住宅單位，面積合共2,784平方米。兩鐵合併後，該等住宅單位售予港鐵公司，作為其投資物業至今。
此外，火炭鐵路大樓亦是此屋苑發展項目的一部分，於1995年啟用，總面積為18,000平方米。

## 物業設施
設施包括園藝花園、棋藝亭、緩跑徑、兒童遊樂場、4個網球場、2個住客會所和泳池。泳池共有3個，分別為會所內的五十米羅馬式標準池、冷暖水池和位於第11座旁的園林式泳池。屋苑基座亦設樂基幼兒學校。
住客會所亦提供齊全的配套設施，包括水力按摩池、壁球場、室內籃球場/羽毛球場、健身室、健康舞室、兒童遊戲室、宴會廳、閱覽室、酒廊、桑拿浴室等。

## 商場
屋苑自設商場，命名為駿景廣場，面積約100,000平方呎，原由九鐵公司持有，後於兩鐵合併時由港鐵購入並持有至今。主要租戶為百佳超級市場旗下的Fusion、便利店、酒樓、謝寶樹醫生醫務所、餐廳及其他日用品商店。商場於2012年曾進行翻新。

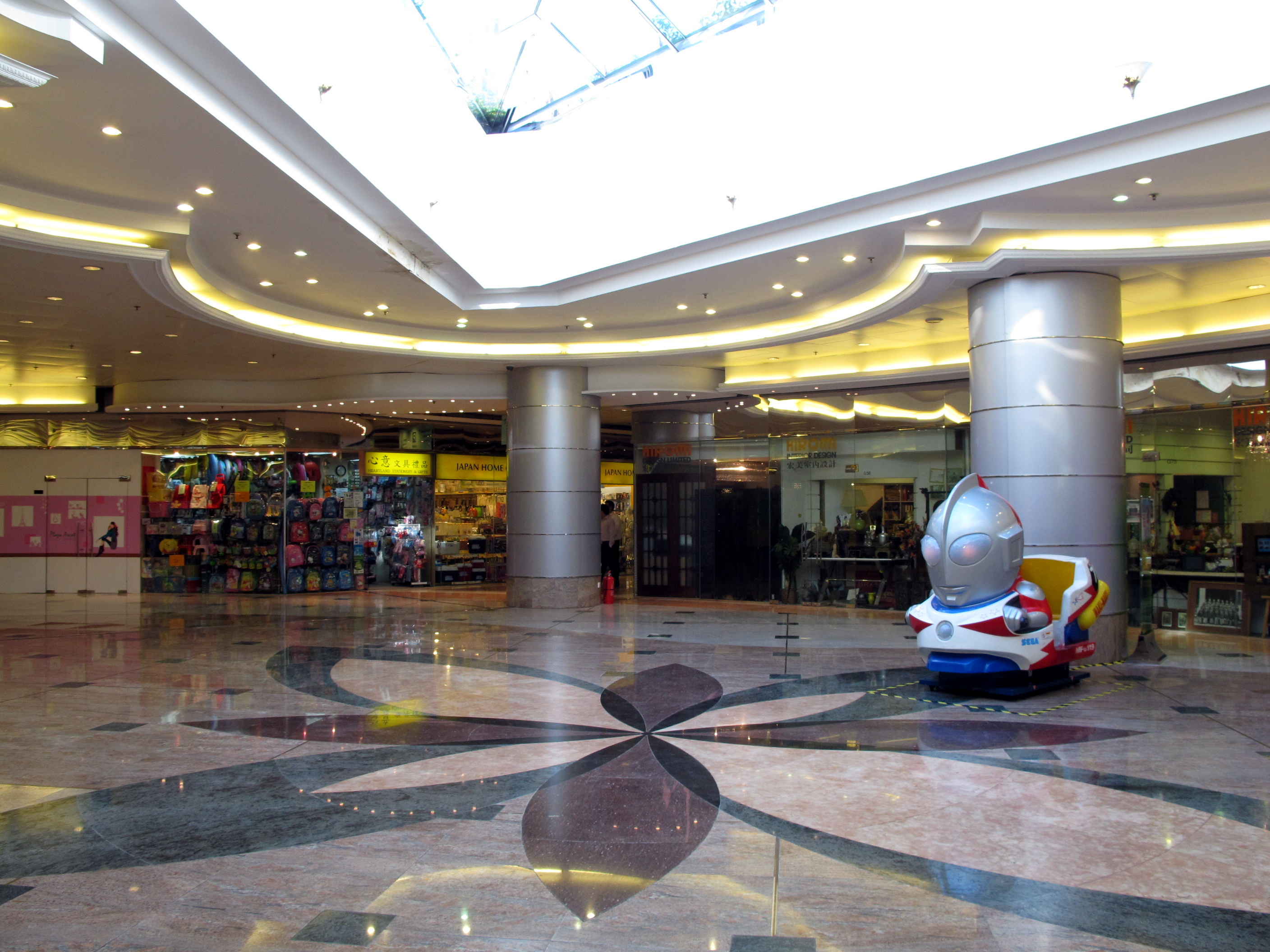
翻新前的駿景廣場（2010年）
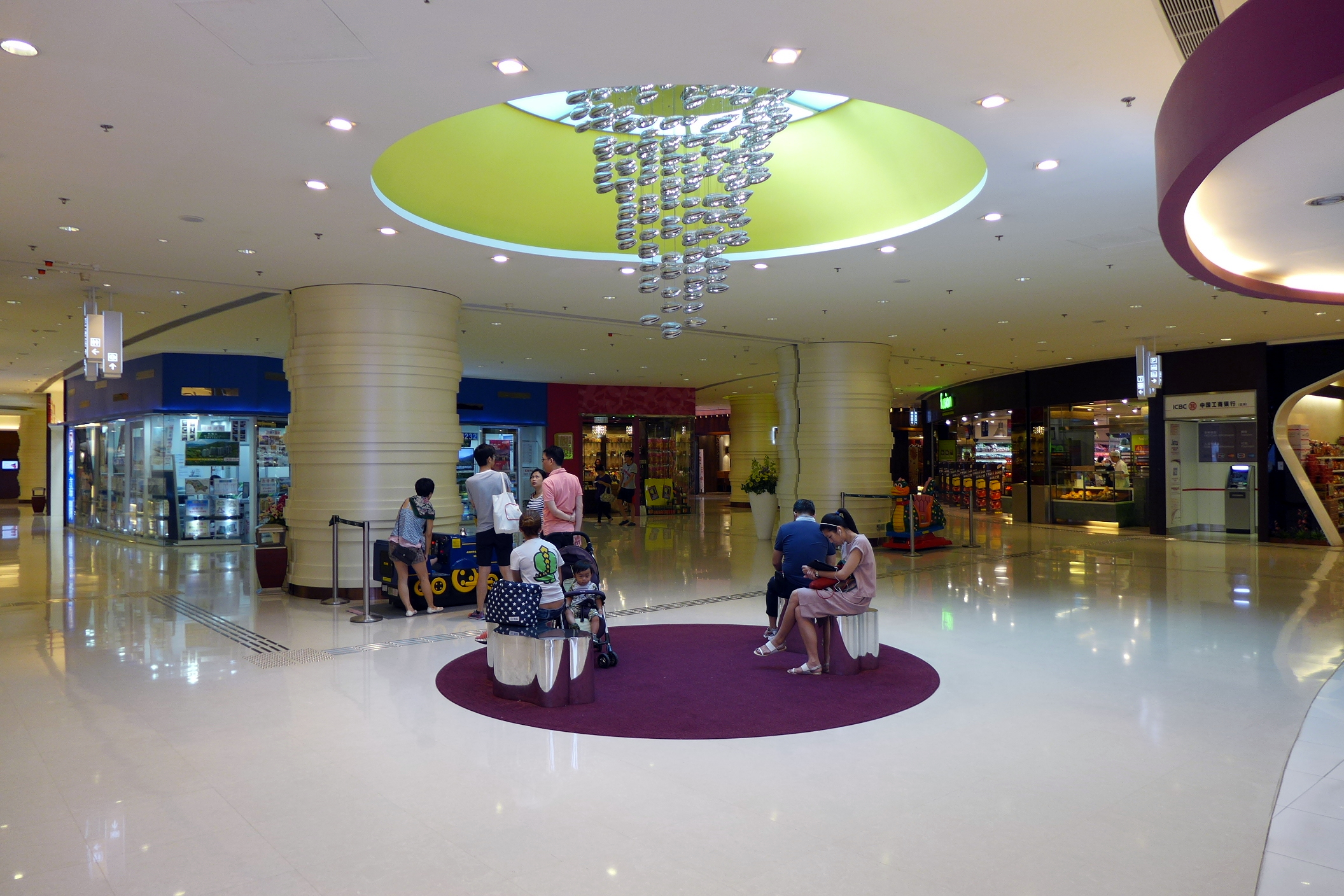
翻新後的駿景廣場，原有的玻璃天幕已消失
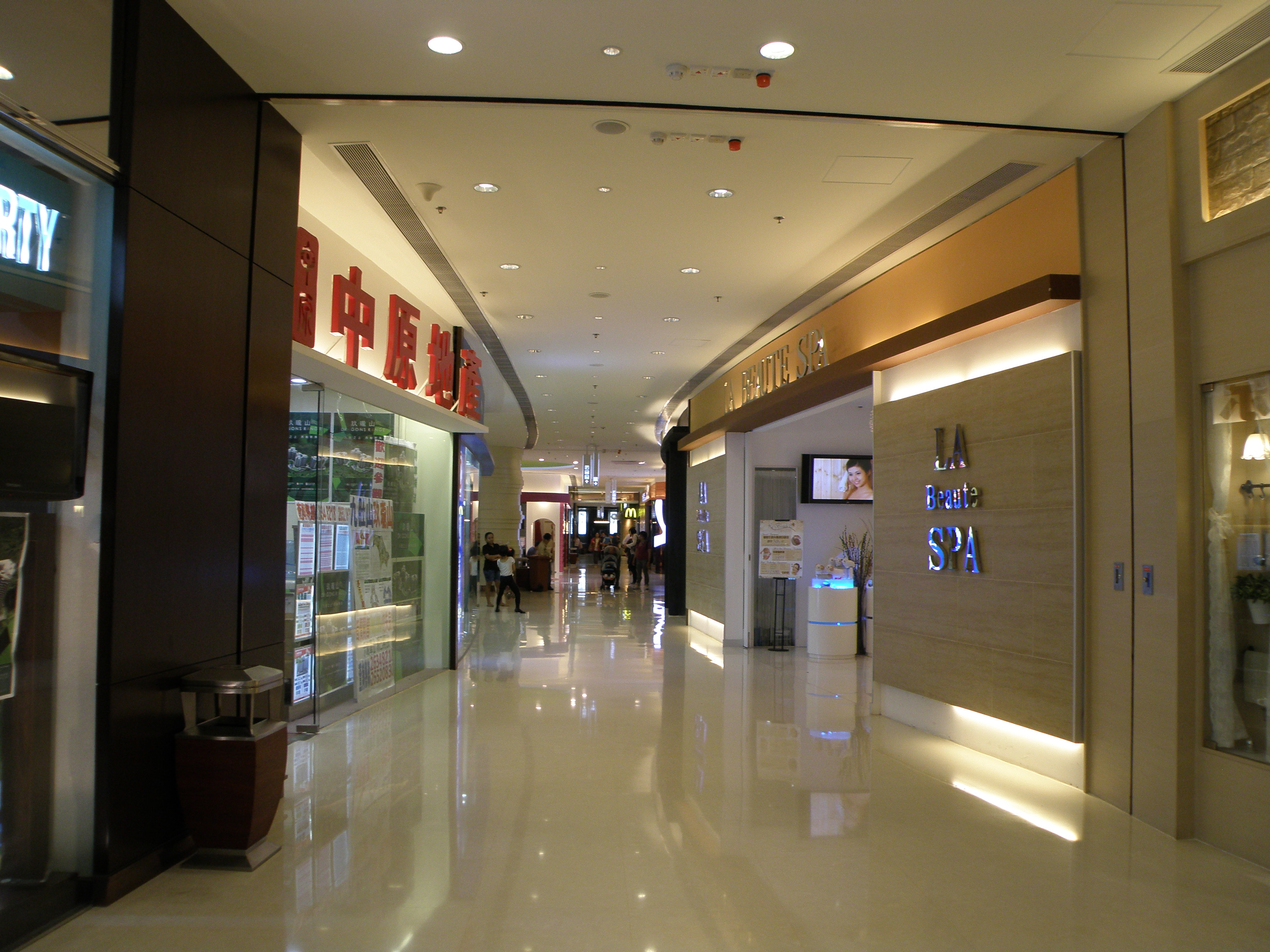
翻新後的駿景廣場內貌
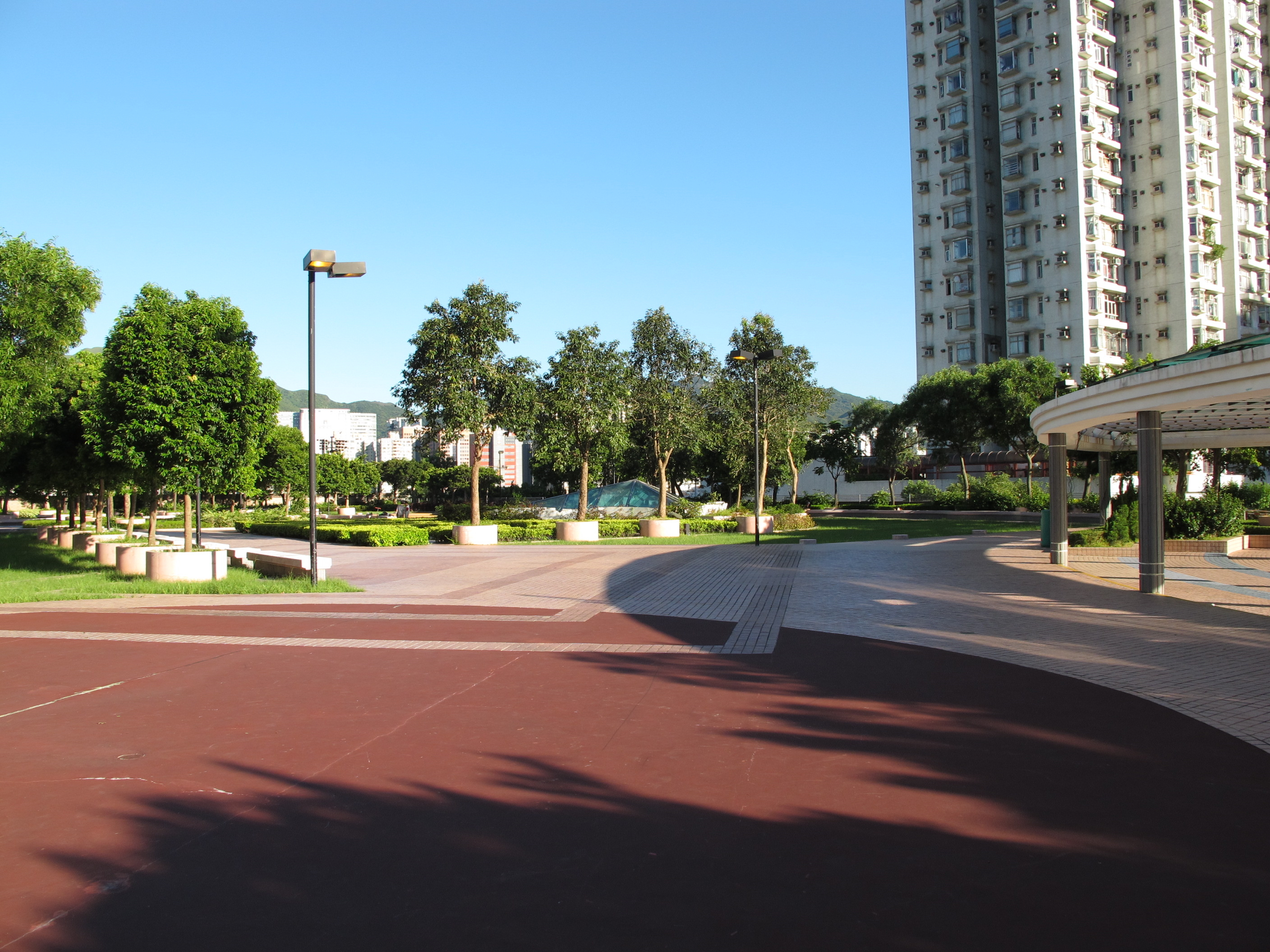
駿景廣場天台設公共休憩空間

## 著名業主
- 吳明林（時事評論員）
- 香樹輝（香港中文大學校董、資深金融界人士）
- 鄭若驊（前律政司司長，名下單位供其家人居住）
- 陳國基（現任政務司司長，維護國家安全委員會秘書長、前入境事務處處長）

## 註解
1. ↑  由港鐵公司物業管理部以上述名義，外判管理工作予新地屬下啟勝物業管理有限公司。
2. ↑  原定為12座，共3,104個單位[1]

## 外部連結
- 駿景園官方網站
- 港鐵 > 港鐵物業 > 物業發展 > 火炭 （页面存档备份，存于）